# Lolek. Opowiadania o dzieciństwie Karola Wojtyły
Lolek. Opowiadania o dzieciństwie Karola Wojtyły – książka Piotra Kordyasza o dzieciństwie Karola Wojtyły, wydana w 2014 r. przez Wydawnictwo Sióstr Loretanek. Książka zalicza się do nurtu literatury chrześcijańskiej dla dzieci. Wstęp do książki napisał ks. Kardynał Stanisław Dziwisz.
Fragmenty książki są lekturą szkolną dla klas I-III szkoły podstawowej (od 2021; stan na 2024/2025).
Według Anny Józefowicz, MEN uzasadniło wprowadzenie książki do listy lektur jako pozycji wskazującej „wzorce do naśladowania” przez dzieci. Jednak dodanie książki do listy lektur nie zostało pozytywnie przyjęte w środowisku edukacyjnym, gdzie niektórzy nauczyciele postrzegają pozycję jako mogąca doprowadzić do „sporów religijnych” na zajęciach, i postrzegali ją jako „zagrożenie wolności religijnej [i] wymuszanie jednomyślności światopoglądowej” i „nie widzieli powiązania treści tej lektury z założeniami podstawy programowej”. Umieszczenie pozycji na liście lektur skrytykowali m.in. Jacek Podsiadło (który negatywnie ocenił poziom literacki utworu), Adam Leszczyński (który porównał zbiór do opowieści Aleksandra Kononowa o Leninie, obowiązkowej lektury z okresu PRL-u) i Wojciech Szot (który uznał utwór za przekształcający lekcje polskiego na lekcje religii).